# 巴特斯 (北卡羅萊納州)
巴特斯（英語：Butters）是位於美國北卡羅萊納州布拉登縣的普查規定居民點。

## 人口
根據2020年美國人口普查的數據，巴特斯的面積為3.85平方千米，當中陸地面積為3.83平方千米，而水域面積為0.02平方千米。當地共有人口250人，而人口密度為每平方千米64.94人。